# Le Temps d'un été (film, 2017)
Pour les articles homonymes, voir Le Temps d'un été.
Pour plus de détails, voir Fiche technique et Distribution.
Le Temps d'un été (titre original : Pihalla) est un film finlandais indépendant de 2017, qui marque les débuts en cinéma de son réalisateur Nils-Erik Ekblom. Le scénario est de Nils-Erik Ekblom et Tom Norrgran, et les deux rôles principaux sont tenus par Mikko Kauppila ja Valtteri Lehtinen. L'histoire est basée sur la vie du réalisateur et de sa famille.
Le film est présenté en 2017 et 2018 dans seize festivals de films différents autour du monde, notamment aux États-Unis, en Australie, en Afrique du Sud, en France et au Canada. En Finlande, le film est montré pour la première fois au cinéma le 30 novembre 2018.

## Synopsis
Miku est un jeune homme un peu perdu et son grand frère n'a pas une vie très rangée. Le plus jeune se laisse convaincre d'organiser une fête à la maison familiale pendant que les parents sont absents. Après cette soirée qui laisse la maison en piteux état, les parents de Miku le forcent à passer l'été avec eux dans leur chalet de vacances. Pendant cet été, il fait la rencontre d'Elias et apprend à mieux se connaitre lui-même.

## Fiche technique
Sauf indication contraire, les informations mentionnées dans cette section peuvent être confirmées par les bases de données cinématographiques IMDb et Allociné,  présentes dans la section « Liens externes ».
- Titre français : Le Temps d'un été
- Titre original : Pihalla
- Année de production : 2017
- Réalisation : Nils-Erik Ekblom
- Scénario : Nils-Erik Ekblom, Tom Norrgran
- Photographie : Nils-Erik Ekblom
- Montage : Nils-Erik Ekblom, Tommi Hietaniemi, Osku Tuominen
- Musique : Karl Dumas, Tom Norrgrann, Santtu Ruuska
- Production : Marko S. Eronen, Tom Norrgrann
- Sociétés de production : Ten Thousand Hearts Ay
MSE Studio
- Société de distribution : Pirkanmaan Elokuvakeskus (PEK) (Finlande)
- Pays d'origine :  Finlande
- Langue originale : finnois[n 2]
- Format : couleur, 1,78 : 1
- Genre : Comédie dramatique, romance
- Durée : 97 minutes[1]
- Date de première diffusion :
  - En festival
  - États-Unis : 19 juin 2017 (Frameline San Francisco International LGBTQ Film Festival)
  - Finlande : 2 juillet 2017 (Marche des fiertés de Helsinki)
  - Au cinéma
    - Finlande : 30 novembre 2018

## Distribution
Sauf indication contraire, les informations mentionnées dans cette section peuvent être confirmées par les bases de données cinématographiques IMDb et Allociné,  présentes dans la section « Liens externes ».
- Mikko Kauppila : Miku
- Valtteri Lehtinen : Elias
- Sanna Majuri : Minna
- Sami Huhtala : Jaakko
- Amanda Virolainen : Sini
- Mirja Oksanen : Veera
- Kaisa Saarakkala : Sanna
- Juho Keskitalo : Sebu
- Ossi Ågren : Koivu
- Jukka Federley : le nettoyeur
- Miika Karlsson : Bätmän
- Marlène Dumas : fille à la fête
- Tom Norrgrann : le voisin
- Johanna Jaakkola : fille du bar à jus
- Nils-Erik Ekblom : le barman

## Accueil

### Accueil critique
L'accueil critique du film est plutôt moyen. Anne Kantola du journal Helsingin Sanomat lui donne trois étoiles sur cinq et décrit le film comme étant « [...] une charmante représentation romantique dans un paysage de chalet finlandais ».